# Julius Leber
Julius Leber (Biesheim, Territorio Imperial de Alsacia y Lorena, Imperio alemán, 16 de noviembre de 1891 - Berlín, 5 de enero de 1945) fue un político socialdemócrata alemán, miembro del Partido Socialdemócrata de Alemania (SPD), y activo opositor al nazismo, que participó en el atentado del 20 de julio de 1944.
Leber nació en la localidad de Biesheim, en Alsacia. Al terminar el bachillerato en 1913, estudió Economía e Historia en Estrasburgo y en la Universidad de Friburgo. Ese mismo año se afilió al Partido Socialdemócrata de Alemania. En 1914, al empezar la Primera Guerra Mundial, Leber se alistó al Reichsheer como voluntario y llegó hasta el grado de subteniente. Fue herido dos veces.
Después de la Revolución de Noviembre, desde 1919, Leber sirvió en una unidad para la seguridad fronteriza en el este de Alemania, pero tras el golpe de Kapp de 1920, renunció al Reichswehr a raíz de que altos jefes militares habían apoyado la revuelta contra la República de Weimar.
Continuó sus estudios en Friburgo y allí recibió un doctorado.
En 1921 Leber dirigió el periódico socialdemócrata Lübecker Volksbote y fue elegido para el concejo municipal de Lübeck, puesto que tuvo hasta 1933. En 1924 también fue parlamentario del Reichstag para el Partido Socialdemócrata de Alemania (SPD). Precisamente durante su época como director periodístico recibió al aún joven Willy Brandt como colaborador.
El 31 de enero de 1933, después de que Adolf Hitler tomara el poder en Alemania, sufrió un intento de asesinato y en febrero de ese mismo año fue arrestado. De 1933 a 1937, Leber estuvo encarcelado, los primeros 20 meses en una prisión y después en el campo de concentración de Sachsenhausen, considerado "oponente peligroso". Tras su liberación, trabajó como comerciante de carbón en Berlín y en Schöneberg, para ocultar su trabajo de opositor al nazismo, operando en la clandestinidad con otros socialdemócratas.
En 1940 Leber trató de contactarse con oficiales de la Wehrmacht y así conoció a Claus Graf Schenk von Stauffenberg y en 1943 a otros opositores civiles al nazismo como Carl Friedrich Goerdeler y el Círculo de Kreisau en torno a Helmuth James Graf von Moltke. Leber fue considerado por Stauffenberg para ocupar el puesto de ministro del Interior en caso de que triunfase el golpe de Estado contra Adolf Hitler.
Leber, junto con el socialista Adolf Reichwein, intentó que el Partido Comunista de Alemania se uniera al proyectado golpe de Estado, pero un agente de la Gestapo nazi se infiltró en la jefatura comunista y logró denunciar a Leber y a Reichwein, siendo ambos arrestados el 5 de julio de 1944. El día 20 del mismo mes se ejecutaba el atentado contra Hitler de 1944 y se confirmó la colaboración de Leber con los conspiradores. 
El 20 de octubre de 1944 Julius Leber fue finalmente acusado de participar en la conspiración y compareció ante un tribunal nazi, siendo sentenciado a muerte poco después. La sentencia fue ejecutada el 5 de enero de 1945 en la prisión de Plötzensee en Berlín, donde Leber murió en la horca.